# Neskhons
Neskhons, també coneguda com a Nsikhonsu, va ser una dama egípcia de la XXI dinastia. El seu nom significa "Pertany a Khons". Els seus títols eren "Primera Cantant d'Amon" i "Filla del Rei de Kush".

## Biografia
| ns · z | x · n | sw |

| ns · z | x · n | sw |

Era filla del rei Esmendes II i Takhentdjehuti, i es va casar amb el seu oncle patern, el Summe Sacerdot Pinedjem II, amb qui va tenir quatre fills: dos nens, Tjanefer i Masaharta, i dues nenes, Itaui i Nesitanebetaixru. Els fills apareixen anomenats en un decret escrit en una tauleta de fusta que es va col·locar a la seva tomba per tal de garantir el seu benestar en la vida nocturna i evitar que fes mal als seu marit i fills. Això suggereix que potser hi havia problemes familiars quan va morir.
Neskhons va morir abans que el seu marit i el seu cadàver momificat va ser col·locat amb el de Pinedjem II a la Tomba DB320 a la Necròpolis tebana, redescoberta el 1881. Va ser enterrada el cinquè any del regnat de Siamun en uns taüts que originalment es van fer per a la germana de Pinedjem i primera esposa Isetemkheb. Es van trobar tant els taüts interiors com els exteriors, però un d'ells va ser reutilitzat per a l'enterrament de Ramsès IX. Es desconeix si aquest taüt va ser reutilitzat després de la seva mort o si el va donar per a l'enterrament de Ramsès. La primera teoria es recolza en el fet que el taüt no es va repintar aparentment per a acollir una mòmia masculina; la segona es basa en el fet que ella també havia fet donació de llençols per al reembolicar de la seva mòmia.

## La mòmia

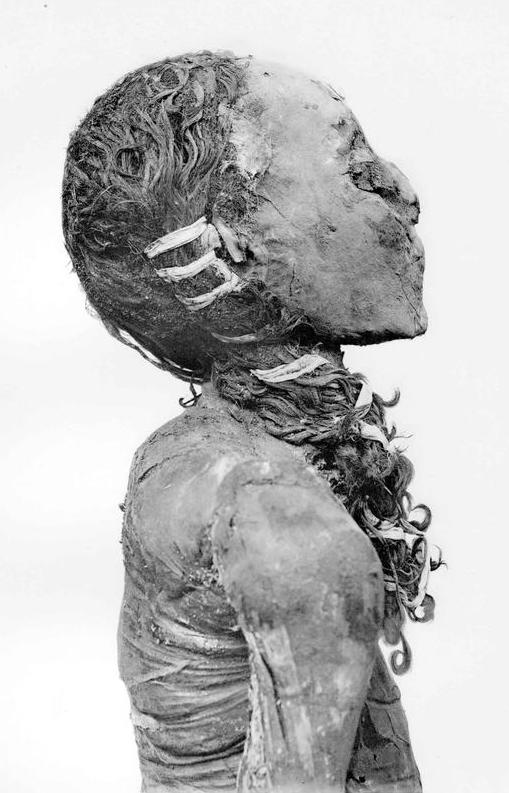
Mòmia de Neskhons (1912).

El cadàver va ser parcialment desembolicat per Gaston Maspero el 27 de juny de 1886. Vint anys després, G. Elliot Smith va retirar-ne la resta dels embolcalls. Neskhons no tenia cap pèl gris, per la qual cosa és probable que morís jove; segons Smith, estava embarassada o donant a llum en el moment de la seva mort. La decoració d'or del seu taüt havia estat robada a l'antiguitat. El seu escarabeu va ser robat per la família de lladres de tombes d'Abd-el-Rassul, però va ser recuperat i portat al Museu Britànic.